# Копетдаг (футбольний клуб)
«Копетдаг» — туркменський футбольний клуб з Ашгабату. Фактично припинив своє існування в 2001 році в результаті політичного переслідування владою Туркменістану керівництва клубу. У 2008 році розформований, але у 2015 році перезаснований. Команда МВС Туркменістану.

## Колишні назви
- 1946—1949: «Локомотив»
- 1950—1955: «Спартак»
- 1956—1959: «Колхозчі»
- 1960—1961: «Копетдаг»
- 1962—1975: «Строітель»
- 1976—1988: «Колхозчі»
- 1988—2008: «Копетдаг»
- 2015—...: «Копетдаг»

## Історія

Старий логотип футбольного клубу Копетдаг (Ашгабат)

### Чемпіонат СРСР
Учасник 44 чемпіонатів СРСР (1947-1954, 1956-1991)
- Друга група (1947-49), найкраще місце: 3-тє в 1948 р.
- Клас «Б» (1950-54, 1956-1963), найкраще місце: 2-ге в 1963 р.
- Клас «А», друга група (1964-69), найкраще місце: 4-те в 1967 р.
- Перша ліга (1970-74, 1976-79), найкраще місце: 9-те в 1976 р.
- Друга ліга (1975, 1980-1991), найкраще місце: 2-ге в 1975, 1991 рр.

За радянських часів одним з тренерів команди у 80-ті рр. був Валерій Непомнящий.

### Чемпіонат Туркменістану
Після розпаду СРСР команда планувала взяти участь у відкритому чемпіонаті СНД з футболу, але через численні розбіжності сам чемпіонат не відбувся, а[джерело?] «Копетдаг» став грати в незалежному чемпіонаті Туркменістану.
Перші кілька років команда була базовим клубом збірної Туркменістану.
З 1994 по 1999 роки президентом ФК «Копетдаг» був Байрам Шихмурадов, з ім'ям якого пов'язують вихід клубу на міжнародний професійний рівень.
Аж до 1996 року команда поповнювалася в основному найкращими гравцями Туркменістану. З середини 1996 року в команду стали приходити гравці, які з різних причин виявилися незатребуваними на батьківщині. Спочатку в команді, за протекцією нового тренера національної збірної Туркменістану Джемала Гугушвілі, з'явилися грузини Каха Гоголадзе, Георгій «Буба» Ткавадзе та Гурам Аспіндзелашвілі. Перші двоє незабаром прийняли громадянство Туркменістану та почали грати в збірній Туркменістану.
В середині 1997 року, напередодні старту в Кубку володарів кубків Азії 1997-98, в команду прийшли двоє росіян: Валерій Брошин і Валерій Масалітін
Трохи пізніше до команди приєдналися Сергій Пасько та Вардан Хачатрян. До лютневих ігор на Кубку кубків Азії 1997-98 років в команду ненадовго прийшли українські легіонери Андрій Хомин, Сергій Чуйченко та казах Андрій Мірошниченко, які зробили внесок в успішну гру команди в тому розіграші. Українці в березні 1998 команду покинули на вимогу Віктора Пожечевського, проте Чуйченко через деякий час повернувся в клуб і допоміг йому повернути чемпіонський титул у внутрішній першості.
Восени 1998 року, вже при новому тренері Вікторі Пожечевському, в команді з'явилися Карен Маркосян, Денис Переменін і два українці, які після закінчення року залишили команду:- Андрій Клименко та Микола Лапко.
У січні 1999 року ситуація в команді різко змінилася - слідом за відставкою з поста президента Федерації футболу Туркменістану Бориса Шихмурадова і його заступника Какаджана Атаєва, ФК «Копетдаг» покинув президент Байрам Шихмурадов (син керівника федерації). У підсумку, команда виявилася фінансово неспроможною і вже в лютому 1999 року, після завершення Кубку чемпіонів Співдружності, з команди пішли майже всі провідні гравці, в тому числі Вардан Хачатрян, Карен Маркосян, Денис Переменін. Незважаючи на успішну роботу в Туркменістані, на початку 1999 року головний тренер так само приймає рішення повернутися в Україну. Команда кінцівку чемпіонату закономірно провалила, поступившися званням столичній «Нісі».

### Нова ера
У 2015 році на базі МВС Туркменістану клуб був створений заново і він розпочав свої виступи у Першій лізі Туркменістану. Відроджений клуб очолив Саїд Сєїдов. Клуб став єдиним представником Першої ліги, який пробився до Кубку Туркменістану з футболу 2015. У 2015 році команда перемогла в Першій лізі Туркменістану і отримала місце у Вищій лізі.
11 березня 2016 року «Копетдаг» провів перший матч після повернення до вищої ліги, підопічні Саїда Сеїдова зіграли внічию з «Єдигеном» (1:1).

## Досягнення
- Чемпіонат Туркменістану: (6)

 Переможець 1992, 1993, 1994, 1995, 1998, 2000
- Перша ліга Чемпіонату Туркменістану з футболу: (1)

 Переможець 2015
- Кубок Туркменістану: (7)

 Володар  1993, 1994, 1997, 1999, 2000, 2001, 2018
 Фіналіст 1995, 2005, 2006, 2020

## Азійські кубки
| Сезон   | Турнір                                | Раунд             |                   | Клуб             | Рахунок    | Склад | Голи                                                                                         |
| ------- | ------------------------------------- | ----------------- | ----------------- | ---------------- | ---------- | --- | -------------------------------------------------------------------------------------------- |
| 1994-95 | Азійський кубок чемпіонів             | Відбірковий раунд | Казахстан         | ФК «Ансат»       | 2-0        | Коробко, Корж, Сейдиєв, Сисоєв, Д.Мередов, Агаєв, Мінгазов, Золотухін, А.Мередов, Аннадурдиєв, Нурмурадов                                                           | Нурмурадов, 6, Аннадурдиєв, 24                                                               |
|         |                                       | Відбірковий раунд | Таджикистан       | ФК «Сітора»      | 7-1        | | Нурмурадов, 9, Хамідов, 11-авт., Мінгазов, 45, Ч.Мухадов, 55,65,75, Сейдиєв, 89              |
|         |                                       | Відбірковий раунд | Кірибаті          | Алга             | 1-0        | | Гільманов, 6                                                                                 |
|         |                                       | Відбірковий раунд | Узбекистан        | Нефтчі (Фергана) | 1-2        | | Агаєв, 84                                                                                    |
| 1995-96 | Азійський кубок чемпіонів             | 1-ий раунд        | Кірибаті          | Кант-Ойл         | (6-0, 0-2) | |                                                                                              |
|         |                                       | 2-ий раунд        | Ліван             | Аль-Ансар        | (1-1, 5-0) | |                                                                                              |
|         |                                       | 1/4 фіналу        | Іран              | Сайпа            | 0-1        | |                                                                                              |
|         |                                       | 1/4 фіналу        | Катар             | Аль-Арабі        | 2-2        | | Золотухін, 8, Аннадурдиєв, 89                                                                |
|         |                                       | 1/4 фіналу        | Саудівська Аравія | Аль-Наср         | 0-1        | |                                                                                              |
| 1996-97 | Азійський кубок чемпіонів             | 1-ий раунд        | Іран              | Персеполіс       | (0-0, 0-1) | |                                                                                              |
| 1997-98 | Кубок володарів кубків Азії з футболу | 1-ий раунд        | Узбекистан        | Нефтчі (Фергана) | (2-3, 4-0) | Коробко, Курбанмамедов, Халіков, Ігнатов, Мередов, Дурдиєв (Кулієв, 57), Мінгазов, Брошин, Агаєв, Кульджагазов (Плющенко, 64; Нурягдиєв, 88), Магдиєв//             | Кульджагазов, 3, Брошин, 56//Федоров, 49-авт., Кульджагазов, 61, Аннадурдиєв, 77, Брошин, 88 |
|         |                                       | 2-ий раунд        | Казахстан         | Кайрат           | (1-3, 2-0) | | //Агаєв, 19-пен.,57-пен.                                                                     |
|         |                                       | 1/4 фіналу        | Іран              | Аль-Шорта        | (4-0, 1-1) | | Хомин, 21, Чуйченко, 57, Ч.Мухадов, 72, Брошин, 83                                           |
|         |                                       | 1/2 фіналу        | Саудівська Аравія | Аль-Наср         | 1-2        | Набойченко, Мірошниченко, Чари Мухадов, Брошин, Хачатрян, Магдиєв                                                                                                   | Магдиєв, 79                                                                                  |
|         |                                       | за 3-тє місце     | КНР               | Бейцзинь Гоань   | 1-4        | | Чуйченко, 20                                                                                 |
| 1998-99 | Азійський кубок чемпіонів             | 1-ий раунд        | Казахстан         | Іртиш (Павлодар) | (4-1, 0-3) | Коробко, Клименко (Нурягдиєв, ...), Хачатрян, Гочкулиєв, Халіков, Дурдиєв, Магдієв, Кульджагазов (Байрамов, ...), Переменін, Агаєв, Лапко (Берберян, ...), Кулиєв// | Кульджагазов, 2, Агаєв, 70-пен.,75, Байрамов, 78//                                           |
|         |                                       | 2-ий раунд        | Таджикистан       | Вахш             | (1-0, 5-0) | Набойченко, Халіков, Дурдиєв, Мінгазов (Гочкулиєв, 46), Магдієв, Шукуров (Маркосян, 46), Агаєв, Байрамов (Нурягдиєв, 82), Кулиєв, Переменін, Хачатрян//             | Маркосян, 53//Агаєв, 7,11,41-пен., Брошин, 37, Маркосян, 44                                  |
|         |                                       | 1/4 фіналу        | ОАЕ               | Аль-Айн          | 1-6        | | Байрамов, 20                                                                                 |
|         |                                       | 1/4 фіналу        | Саудівська Аравія | Аль-Хіляль       | 2-4        | | Кульджагазов, 14, Байрамов, 31                                                               |
|         |                                       | 1/4 фіналу        | Іран              | Істіклол         | 1-0        | | Халіков, 72                                                                                  |
| 2001-02 | Азійський кубок чемпіонів             | 1-ий раунд        | Узбекистан        | Насаф            | (0-1, 0-3) | |                                                                                              |

## Відомі футболісти

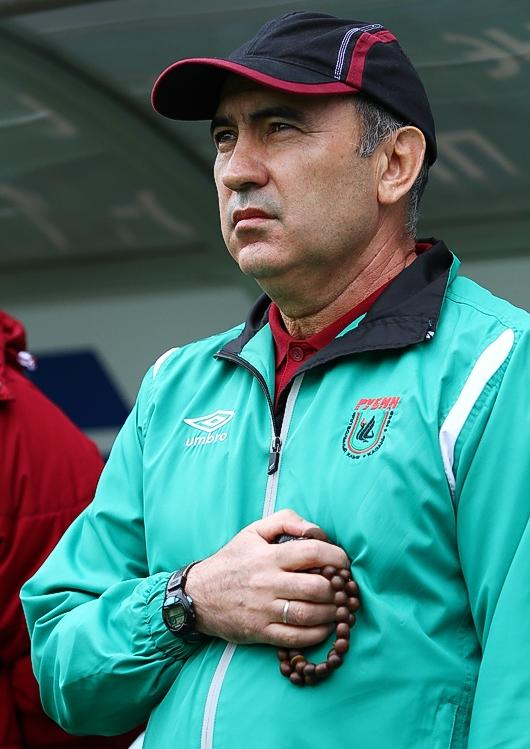
Курбан Бердиєв виступав за клуб в 70-их роках

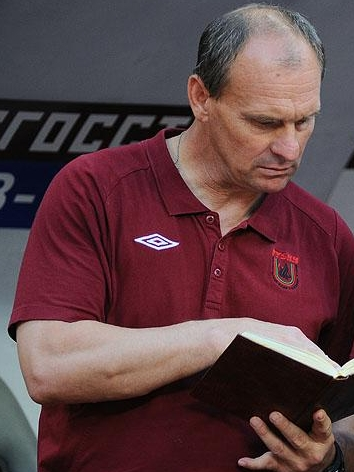
Віталій Кафанов виступав за клуб у 80-их роках

70-ті роки
- Курбан Бердиєв
- / Іван Данилянц
- / Байрам Дурдиєв
- Володимир Нікітенко
- Віктор Курочкін

80-ті роки
- / Сергій Анашкін
- / Сергій Казанков
- / Валерій Кириллов
- // Віталій Кафанов
- Рафіс Гільманов
- Рахім Курбанмамедов
- Чарияр Сейдиєв

90-ті роки
- // Дмитро Хомуха
- // Валерій Брошин
- // Валерій Масалитін
- Євгеній Набойченко
- Олександр Коробко
- Аман Аннадурдиєв
- Олександр Ігнатов
- Курбангелди Дурдиєв
- Мехді Хашемі Насаб
- Каміль Мінгазов
- Равшан Мухадов
- Чарияр Мухадов
- Муслім Агаєв
- Дмитро Корж
- / Дмитро Нежелєв
- Джума Мередов
- Сергій Пасько
- Вардан Хачатрян
- Карен Маркосян
- / Каха Гоголадзе
- Георгій Ткавадзе
- / Сергій Чуйченко

2000-ні роки
- Володимир Байрамов
- Гочкули Гочкулиєв
- Назар Байрамов

## Відомі тренери
| - Олексій Соколов (1950—1951) - Лев Ольшанський(1952—1953) - Степан Артюнов (1957) - Володимир Алякринський (1964) - Володимир Єремеєв (1965—1966) - Сергій Будагов (1967—1968, 1971) - Серафим Холодков (1969) - Сергій Коршунов (1970, з червня) - Володимир Юлигін (1973—1974, 1986) - Віктор Кузнєцов (1975—1978, 1987) - Анатолій Полосін (1979, до 11 червня) - Валерій Непомнящий (1979, з 11 червня; 1982—1983) |  | - Едуард Данилов (1984) - Арсеній Найдьонов (1985) - Владислав Казаков (1988) - Віктор Орлов (1989) - / Байрам Дурдиєв (1990—1996, 2001—2002) - / Борис Лавров (1997—1998) - Тачмурад Агамурадов (1998, до липня; 2000—2001) - Віктор Пожечевський (1998, липень — 1999, січень) - / Равіль Мензелеєв — Сергій Казанков (1999) - / Бердимурад Нурмурадов (2003—2007) - Саїд Сеїдов (2015—н.ч.) |